# Teide

Prelucrare 3D pentru Teide

 Teide este un vulcan activ care în anul 2007 a fost consemnat în Patrimoniul Omenirii al UNESCO. Este situat pe insula Tenerife a arhipelagului Insulele Canare (Spania). Cu o înălțime de 3.718 m deasupra nivelului mării și aproximativ 7.000 m față de fundul oceanului, este cel mai înalt vârf din Spania și din toate insulele din Oceanul Atlantic. Măsurat de la baza lui submersă, este al treilea vulcan de pe Pământ ca înălțime și masă, după vulcanii Mauna Loa și Mauna Kea, amândoi situați pe insula Hawaii. În 2016, el a fost vizitat de 4,079,823 de vizitatori și turiști ajungând la un nivel record. Este, de asemenea, cel mai vizitat Parc Național din Spania și Europa în anul 2015 fiind între primele opt din lume.

## Numele
El Pico del Teide (Vârful Teide) este numele modern atribuit vulcanului. În secolul al XVIII-lea exploratorul german Johann Schröter a denumit o parte a  lanțulului de munți Montes Tenerife, situat în inelul interior Mare Imbrium, drept Mons Pico. Înainte de colonizarea spaniolă din 1496 a insulei, nativii guanși numeau vulcanul Echeide: un fel de "iad" care în mitologia lor ținea cerul să nu cadă. Romanii au numit insula Nivaria, datorită zăpezii permanente de pe vârful vulcanului.

## Mitologie
Localnicii (guanșii) i-au dat numele de Echeyde (adoptat de limba spaniolă sub forma Teide) care însemnă iad. Conform religiei băștinașilor, în vulcan trăia demonul Guayota, care, conform legendei, l-a răpit odată pe Magec, zeul luminii și soarelui. Poporul guanșilor se roagă lui Achamana, zeitatea lor supremă, să-l elibereze pe Magec. Achamán a reușit sa-l înfrângă pe Guayota, să-l scoată pe Magec din Echeyde și să astupe craterul.

## Istorie naturală

#### Formarea
Stratovulcanii Teide și Pico Viejo sunt cele mai recente centre de activitate vulcanică de pe insula Tenerife, care este cea mai întinsă (2.058 km²) și cea mai înaltă (3.718 m) dintre Insulele Canare, fiind în întregime un vechi complex vulcanic. Formarea insulei și dezvoltarea vulcanului Teide pot fi rezumate astfel:
Similar cu fenomenele produse în alte Insule Canare și în alte insule vulcanice în general, într-o perioadă de timp relativ scurtă (câteva sute de mii de ani) apar acum zece milioane de ani, în miocen, trei mari "vulcani-scut", care formează astăzi cea mai mare parte din Tenerife: Anaga (la NE), Teno (la NV) și Roque del Conde (la sud). Fiecare "vulcan-scut" a crescut apoi în mai puțin de trei milioane de ani, în pliocen, formând cu timpul o singură insulă în aproximativ șapte milioane de ani.

#### Activitatea vulcanică
Marile erupții s-au produs cu circa 150.000 de ani în urmă, marcând tot relieful insulei. Pe atunci, vârful se ridica la o înălțime mai mare decât cea actuală, dar printr-o erupție puternică a fost aruncat în aer iar partea somitală a vulcanului s-a prăbușit în mare la nord de Tenerife, formând astfel așa-numita Cañadas del Teide și provocând un tsunami care a măturat violent coasta de răsărit a Americii de Nord (unde a lăsat urme la kilometri în adâncimea uscatului; înălțimea sa era de zeci de metri). În urma unor erupții mai recente, Teide a ajuns la actuala înălțime. În jurnalul de bord al lui Cristofor Columb există note despre o erupție a vulcanului Teide.

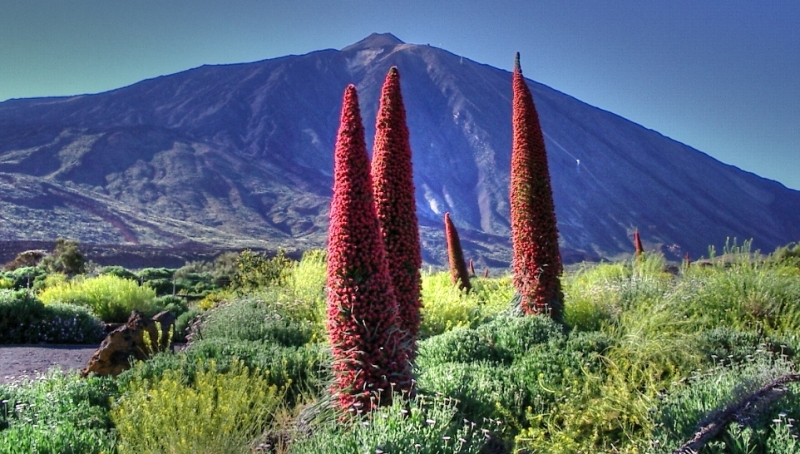
Plantele endemice Echium wildpretii din primul plan pot ajunge la 3 m înălțime. Vârful Teide în spate.

#### Accesibilitatea
Vulcanul Teide se află în „Parcul național din Santa Cruz de Tenerife”. Se poate urca pe munte cu telefericul de la 2.350 m până la 3.555 m, la stațiunea numită La Rambleta, urcarea pe jos până în vârf fiind permisă numai cu un permis special de la administrația Parcului național.